# Петряево (городской округ Навашинский)
Петряево — деревня в городском округе Навашинский Нижегородской области. 

## География
Деревня расположена в 13 км на северо-восток от города Навашино.

## История
Деревня впервые упоминается в окладных книгах 1676 года в составе Тешинского прихода, в ней было 3 двора помещиковых и 10 крестьянских.
В конце XIX — начале XX века деревня входила в состав Поздняковской волости Муромского уезда Владимирской губернии, с 1926 года — в составе Монаковской волости. В 1859 году в деревне числилось 21 дворов, в 1905 году — 43 дворов, в 1926 году — 74 дворов. 
С 1929 года деревня являлась центром Петряевского сельсовета Муромского района Горьковского края, с 1931 года — в составе Малышевского сельсовета, с 1936 года — в составе Горьковской области, с 1944 года — в составе Мордовщиковского района (с 1960 года — Навашинский район), с 1954 года — в составе Поздняковского сельсовета, с 2015 года — в составе городского округа Навашинский.

## Население
| 1859 | 1905 | 1926 | 2002 | 2010 |
| ---- | ---- | ---- | ---- | ---- |
| 164  | ↗266 | ↗323 | ↘7   | ↗9   |